# Snap!
Snap! — немецкий евродэнс-проект, выпустивший с 1990 по 1996 года три альбома (в почти разных составах).

## История
Группа Snap! была основана в 1989 году во Франкфурте-на-Майне продюсерами музыки стиля «техно», Михаэлем Мюнцингом и Лукой Анцилотти. На первом студийном альбоме World Power вокал принадлежит американскому рэперу Turbo B и Пенни Форд, за исключением композиции «The Power» где вокал принадлежит Изоре Армстид, солистке The Weather Girls, которую специально пригласили для студийной работы. В клипе под голос Изоры снялась Пенни Форд.
Благодаря мощному голосу Изоры Армстид и рэпу Turbo B композиция The Power стала одним из крупнейших хитов 1990 года (1-е место в Великобритании и Германии, 2-е место в США) и способствовала популяризации стиля «евродэнс» за пределами ФРГ. Вскоре в группе появляется новая солистка Джекки Харрис, кузина Даррена Батлера (Turbo B). В мае 1990 года появляется хит «Ooops Up», через полгода в декабре выходит сингл «Mary Had A Little Boy».
Через два года Джекки Харрис покидает группу, и уступает место главной вокалистке Пенни Форд. В конце 1991 года в группу приходит ещё одна солистка Теа Остин, и в декабре того же года выходит сингл «Colour Of Love», а уже в марте 1992 года с участием Теа Остин был записан хит «Rhythm Is A Dancer», после этого в продажу поступил второй студийный альбом группы Snap! The Madman’s Return. Наибольшим успехом пользовался второй сингл из этой пластинки — Rhythm Is a Dancer (1-е место в Великобритании, Франции, Германии, 5-е место в США). Несмотря на успех группа начинает разваливаться, в итоге Turbo B покидает группу ради сольной карьеры. Также из группы уходят и две солистки, Пенни Форд и Теа Остин. После этого состав группы был  обновлён продюсерами на женский. В качестве нового лица группы была приглашена Ники Харрис, дочь Джина Харриса, прежде работавшая на протяжении семи лет бэк-вокалисткой у Мадонны. Теперь в группе используется только женский вокал.
В марте 1993 года появляется хит «Exterminate», а в июле того же года выходит «Do You See The Light (Looking For)». Welcome to Tomorrow третий студийный альбом группы Snap! 1994 года, выходит в очередной раз обновившимся составом. Для записи альбома была приглашена американская певица Паула Браун, известная как (Summer). В феврале 1995 года выходит сингл «The First The Last Eternity (Till The End)», а позднее и «The World In My Hands (We Are One)», музыкальный стиль группы заметно меняется. Ники Харрис также исполнила в альбоме одну песню «Where Are The Boys, Where Are The Girls». Несмотря на то, что заглавный сингл «Welcome To Tomorrow (Are You Ready?)» появившийся в сентябре 1994 года, достиг 6-го места в британских чартах, продажи альбома разочаровали продюсеров.
В 1996 году для записи ещё одной песни «Rame», группа Snap! использовала запись голоса певицы Neela Ravindra, известная как (Rukmani). Далее выходит новый сингл «Rhythm Is A Dancer Remix '96», это обновлённая версия старого хита. Для записи этой версии голос Turbo B не использовался, а звуковая дорожка была полностью изменена. Также появляется «The Power Remix '96», новая версия знаменитого сингла прошлых лет. Чтобы композиция зазвучала по новому, вся её вокальная партия была переписана, а участие в записи принимал рэп-исполнитель Einstein. Позднее было объявлено о закрытии танцевального проекта Snap!. Несмотря на это в мае 2000 года группа вновь напомнила о себе выходом нового сингла «Gimme A Thrill». Песня получилась удачной, ведь в её записи участвовал сам Turbo B в дуэте с группой Maxayn. В этом же году предполагалось выпустить четвёртый студийный альбом группы Snap! One Day On Earth содержащий 10 новых песен, включая сингл «Gimme A Thrill». Но ввиду различных обстоятельств и ряда причин альбом так и не был издан.
Новая версия "Do You See The Light 2002", ремикшированная Plaything, была выпущена в 2002 году. В следующем году вышел альбом ремиксов "The Cult Of Snap". "Rhythm Is A Dancer 2003" занял 7-е место в Германии и 17-е место в Великобритании, а "The Power (Of Bhangra 2003)" занял умеренные позиции в чартах Австрии, Швейцарии и Дании. Группа также выпустила переделанную версию "Ooops Up! 2003" с вокалом NG3, которому удалось войти в шведские чарты (40-е место) и в немецкий чарт 100 лучших синглов (69-е место).
Воодушевленные успехом ремиксов, Мюнцинг и Анзилотти вернулись в студию с певцом Дэмиеном Бехананом известный как (Loc), и выпустили сингл «Beauty Queen» в сентябре 2005 года на студии Luma Music, который вошел в топ-10 немецкого рейтинга Dance Charts, но не попал в официальные чарты. В 2008 году они также выпустили еще один сингл «Jumping» для скачивания в цифровом формате, но он также не попал в чарты.
16 июня 2008 года новая версия "Rhythm Is A Dancer '08" была выпущена на компакт-диске в Великобритании и заняла там 23-е место.
В 2018 году права на все записи Snap!, ранее принадлежавшие Майклу Мюнцингу и Луке Анзилотти, были переданы BMG Rights Management, нынешней версии Bertelsmann Music Group. После возвращения в группу, в качестве официальной вокалистки, Пенни Форд и новый рэпер Столи Майклс являются основным составом Snap! В настоящее время продолжают активно гастролировать по всему миру.

## Дискография
- 1990 — World Power
- 1992 — The Madman’s Return
- 1994 — Welcome to Tomorrow

## Синглы
- 1990 — The Power
- 1990 — Ooops Up
- 1990 — Cult Of Snap!
- 1990 — Mary Had A Little Boy
- 1991 — Mega Mix
- 1991 — Colour Of Love
- 1992 — Rhythm Is A Dancer
- 1992 — Exterminate
- 1993 — Do You See The Light (Looking For)
- 1994 — Welcome To Tomorrow (Are You Ready?)
- 1995 — The First The Last Eternity (Till The End)
- 1995 — The World In My Hands (We Are One)
- 1996 — Rame
- 1996 — The Power (Remix '96)
- 1996 — Rhythm Is A Dancer (Remix '96)
- 2000 — Gimme A Thrill
- 2002 — Do You See The Light 2002
- 2003 — Rhythm Is A Dancer 2003
- 2003 — The Power Of Bhangra 2003
- 2003 — Ooops Up 2003
- 2005 — Beauty Queen
- 2008 — Jumping
- 2008 — Rhythm Is A Dancer 2008
- 2009 — Mega Mix 2009

## Видеография
- 1990 — World Power The Video (VHS)
- 2003 — The Best (DVD)